# Bruno Monteverde
Bruno Manuel Monteverde Guillén (* 5. Oktober 1991; † 17. September 2013) war ein peruanischer Badmintonspieler. Er starb im Alter von 22 Jahren bei einem Verkehrsunfall.

## Karriere
Bruno Monteverde gewann von 2006 bis 2009 drei Junioren-Panamerikameistertitel. 2009 siegte er bei den Puerto Rico International. 2010 war er bei den Colombia Internacional erfolgreich und erkämpfte sich zwei Medaillen bei den Südamerikaspielen.

## Sportliche Erfolge
| Saison | Veranstaltung                        | Disziplin    | Platz | Name                                |
| ------ | ------------------------------------ | ------------ | ----- | ----------------------------------- |
| 2006   | Junioren-Panamerikameisterschaft U17 | Herreneinzel | 1     | Bruno Monteverde                    |
| 2007   | Junioren-Panamerikameisterschaft U17 | Herrendoppel | 1     | Mario Cuba / Bruno Monteverde       |
| 2009   | Junioren-Panamerikameisterschaft U19 | Herrendoppel | 1     | Mario Cuba / Bruno Monteverde       |
| 2009   | Panamerikameisterschaft              | Herrendoppel | 3     | Mario Cuba / Bruno Monteverde       |
| 2009   | Puerto Rico International            | Mixed        | 1     | Bruno Monteverde / Claudia Zornoza  |
| 2010   | Colombia Internacional               | Herrendoppel | 1     | Pablo Aguilar / Bruno Monteverde    |
| 2010   | Südamerikaspiele                     | Herrendoppel | 3     | Andrés Corpancho / Bruno Monteverde |
| 2010   | Südamerikaspiele                     | Team         | 1     | Peru                                |
| 2011   | Peru: Einzelmeisterschaften          | Herrendoppel | 2     | Pablo Aguilar / Bruno Monteverde    |